# Drosophila inopinata
Drosophila inopinata este o specie de muște din genul Drosophila, familia Drosophilidae, descrisă de Lachaise și Chassagnard în anul 2002. Conform Catalogue of Life specia Drosophila inopinata nu are subspecii cunoscute.